# Live: You Get What You Play For
| Recensione              | Giudizio     |
| ----------------------- | ------------ |
| AllMusic                | [ 3 ]        |
| Sputnikmusic            | 4.3 (Superb) |
| Dizionario del Pop-Rock | [ 5 ]        |

Live: You Get What You Play For è un doppio album discografico dal vivo della rock band statunitense REO Speedwagon, pubblicato dalla casa discografica Epic Records nel 1977.
L'album si classificò al settantaduesimo posto (23 aprile 1977) della classifica statunitense di Billboard 200.

## Tracce
Lato A
1. Like You Do – 6:43 (Gary Richrath)
2. Lay Me Down – 3:34 (Gary Richrath, Gregg Philbin)
3. Any Kind of Love – 3:33 (Gary Richrath)
4. Being Kind (Can Hurt Someone Sometimes) – 6:27 (Kevin Cronin)

Lato B
1. Keep Pushin' – 3:59 (Kevin Cronin)
2. (Only A) Summer Love – 6:06 (Gary Richrath)
3. Son of a Poor Man – 5:25 (Gary Richrath)
4. (I Believe) Our Time Is Gonna Come – 4:46 (Kevin Cronin)

Lato C
1. Flying Turkey Trot – 2:34 (Gary Richrath)
2. Gary's Guitar Solo – 6:10 (Gary Richrath)
3. 157 Riverside Avenue – 7:35 (Gary Richrath, Gregg Philbin, Neal Doughty, Alan Gratzer, Terry Luttrell)
4. Ridin' the Storm Out – 5:34 (Gary Richrath)

Lato D
1. Music Man – 2:29 (Kevin Cronin)
2. Little Queenie – 4:45 (Chuck Berry)
3. Golden Country – 8:12 (Gary Richrath)

## Formazione
- Kevin Cronin - voce, chitarra ritmica
- Gary Richrath - voce, chitarra solista
- Neal Doughty - tastiere
- Gregg Philbin - basso, accompagnamento vocale-coro
- Alan Gratzer - batteria, accompagnamento vocale-coro

Note aggiuntive
- John Stronach, Gary Richrath e John Henning - produttori
- Registrato al: Memorial Hall di Kansas City (Kansas); Convention Center di Indianapolis (Indiana); Keil Auditorium di St. Louis (Missouri); Electric Ballroom di Atlanta (Georgia)
- John Henning, John Stronach, Bruce Hensal, Pete Carlson, Jack Crymes, Kelly Kotera, Rick Sanchez e Mike Klink - ingegneri delle registrazioni
- Registrato da: The Record Plant di Los Angeles (California) e dal Criteria Studios (Miami, Florida)
- Mixato da: John Henning e Gary Richrath
- Vartan Kurjian e Justin Carroll - illustrazione
- Tom Steele - design
- Lorrie Sullivan - fotografia[8]